# Ammocrypta
Ammocrypta là một chi thuộc họ Percidae nguồn gốc từ Canada và Hoa Kỳ.

## Loài
- Ammocrypta beanii Jordan, 1877.
- Ammocrypta bifascia Williams, 1975.
- Ammocrypta clara Jordan & Meek, 1885.
- Ammocrypta meridiana Williams, 1975.
- Ammocrypta pellucida (Putnam, 1863).
- Ammocrypta vivax Hay, 1882.